# Cyclopina pygmaea
Cyclopina pygmaea är en kräftdjursart som beskrevs av Georg Ossian Sars 1918. I den svenska databasen Dyntaxa används istället namnet Cyclopinula pygmaea. Cyclopina pygmaea ingår i släktet Cyclopina och familjen Cyclopinidae. Arten är reproducerande i Sverige. Inga underarter finns listade i Catalogue of Life.